# Leucauge lugens
Espèce
Synonymes
- Opas lugens O. Pickard-Cambridge, 1896

Leucauge lugens est une espèce d'araignées aranéomorphes de la famille des Tetragnathidae.

## Distribution
Cette espèce se rencontre au Mexique et au Panama.

## Description
La femelle décrite par F. O. Pickard-Cambridge en 1903 mesure 6 mm.

## Systématique et taxinomie
Cette espèce a été décrite sous le protonyme Opas lugens par O. Pickard-Cambridge en 1896. Elle est placée dans le genre Argyroepeira par O. Pickard-Cambridge en 1897, dans le genre Leucauge par F. O. Pickard-Cambridge en 1903, dans le genre Opas par Levi en 2008 puis dans le genre Leucauge par Ballesteros et Hormiga en 2021.

## Publication originale
- O. Pickard-Cambridge, 1896 : « Arachnida. Araneida. » Biologia Centrali-Americana, Zoology, London, vol. 1, p. 161-224 (texte intégral).